# John Kline

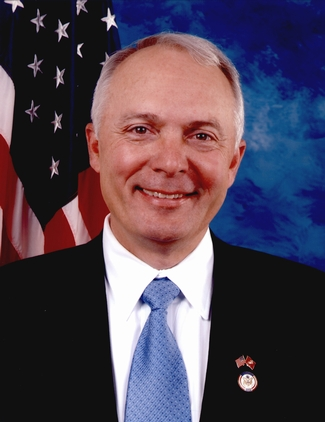
John Kline, vor 2008

John Kline (* 6. September 1947 in Allentown, Pennsylvania) ist ein US-amerikanischer Politiker der Republikanischen Partei. Er war von 2003 bis 2017 Mitglied des US-Repräsentantenhauses für Minnesota.

## Leben
Nach dem Besuch der W. B. Ray High School in Corpus Christi (Texas) studierte er zunächst an der Rice University in Houston und erwarb dort 1969 einen Bachelor of Arts.
Im Anschluss leistete er von 1969 bis 1994 seinen Militärdienst im US Marine Corps und absolvierte zwischenzeitlich ein Postgraduiertenstudium im Fach Öffentliche Verwaltung an der Shippensburg University of Pennsylvania, das er 1988 mit einem Master of Public Administration abschloss. Während seines Militärdienstes war er Pilot eines Hubschraubers im Vietnamkrieg und später Kommandeur aller Marinefliegerkräfte der Unified Task Force während der Operation Restore Hope zwischen 1992 und 1993 sowie Pilot von Marine One, des Hubschraubers des US-Präsidenten. Zuletzt war er Programmentwicklungsoffizier im Hauptquartier des USMC.
Für seine militärischen Verdienste wurde er mehrfach ausgezeichnet und erhielt unter anderem die Defense Superior Service Medal, viermal den Legion of Merit sowie die Meritorious Service Medal.
Nach seinem Ausscheiden aus dem aktiven Militärdienst im Rang eines Obersts war er als Unternehmensberater tätig.
Nachdem er 1998 und 2000 erfolglos für das Repräsentantenhaus der Vereinigten Staaten kandidiert hatte, wurde er bei der Wahl 2002 für den 2. Kongresswahlbezirk Minnesotas zum Mitglied des Repräsentantenhauses gewählt und sechsmal wiedergewählt. Ab dem 3. Januar 2003 gehörte er dem Kongress an und war zwischenzeitlich höchstrangiges Mitglied der republikanischen Minderheitsfraktion (Ranking Minority Member) im Ausschuss für Bildung und Arbeit. Zuletzt war er Mitglied im Streitkräfteausschuss und Leiter des Committee on Education and the Workforce. Da er bei der Wahl 2016 nicht mehr kandidierte, schied Kline am 3. Januar 2017 aus dem Kongress aus. Sein Nachfolger wurde sein Parteifreund Jason Lewis.